# Aphthona punctiventris
Aphthona punctiventris é uma espécie de insetos coleópteros polífagos pertencente à família Chrysomelidae.
A autoridade científica da espécie é Mulsant & Rey, tendo sido descrita no ano de 1874.
Trata-se de uma espécie presente no território português.